# 杨梅苷
杨梅苷（也称为杨梅黄酮-3-O-吡喃鼠李糖苷，Myricetin 3-O-rhamnoside）是一种天然的黄酮苷，分子式C21H20O12，是杨梅黄酮的3-O-鼠李糖苷，存在于毛杨梅（Myrica esculenta）、齿叶睡莲（Nymphaea lotus）、香睡蓮（Nymphaea odorata）、一口可梅（Chrysobalanus icaco）、萹蓄（Polygonum aviculare）等多种植物中。